# Pelião (Caônia)
Pelião ou Pélio (em grego: Πήλιον/Πέλλιον/Πήλεον; romaniz.: Pí̱lion/Péllion/Pí̱leon; em latim: Pelium) foi um assentamento fortificado da tribo caônia dos dassaretas, agora localizado em Gorna Gorica, Albânia, sobre a antiga fronteira entre o Epiro e Ilíria. Dado sua localização, controlou o passo que dirigiu-se para o Reino da Macedônia, e por isso mesmo, em data desconhecida, tornou-se uma fortaleza macedônica fronteiriça.
Em algum momento em 335 a.C., logo após a batalha de Pelião, foi ocupada pelos dardânios liderados por Cleito da Dardânia, que lutou ao lado de Gláucias dos taulâncios contra Alexandre, o Grande (r. 336–323 a.C.). Sob controle ilírio, Pelião foi incendiada. Mais adiante, durante a campanha do cônsul Públio Sulpício Galba Máximo contra Filipe V da Macedônia (r. 221–179 a.C.), foi ocupada e recebeu uma guarnição romana.